# English Football League
A English Football League  (em português:  Liga de Futebol Inglesa; abreviação oficial: EFL) é uma organização que representa 72 clubes profissionais de futebol da Inglaterra e dirige a EFL Championship e a Copa da Liga Inglesa.
Foi criada em 1888 por 12 clubes e foi crescendo até alcançar 72 clubes em 1952. Em 1992, no entanto, por questões financeiras, os membros líderes da liga romperam com a associação para fundar uma nova competição, a Premier League. Para a temporada 2016–17, a liga se renomeou como English Football League (EFL).
A EFL, portanto, não representa mais os 20 principais clubes ingleses, que pertencem à Premier League. No entanto, o sistema de acesso e descenso entre a Premier League e a English Football League permanece.
A EFL Championship, a EFL League One, e a EFL League Two, 2.ª, 3.ª e 4.ª divisões inglesas, respectivamente, são os campeonatos organizados pela English Football League.